# EUYMO -YELLOW MAGIC ORCHESTRA LIVE IN LONDON+GIJON 2008-
『EUYMO -YELLOW MAGIC ORCHESTRA LIVE IN LONDON+GIJÓN 2008-』（イーユーワイエムオー イエロー・マジック・オーケストラ・ライヴ・イン・ロンドン+ヒホン・にせんはち）は、HASYMOのライヴアルバム。2008年12月10日、commmonsよりリリース。
本項では、同時発売された以下のライヴアルバムについても解説する。
- 『LONDONYMO -YELLOW MAGIC ORCHESTRA LIVE IN LONDON 15/6 08-』（ロンドンワイエムオー イエロー・マジック・オーケストラ・ライヴ・イン・ロンドン じゅうご/ろく ぜろはち）
- 『GIJÓNYMO -YELLOW MAGIC ORCHESTRA LIVE IN GIJÓN 19/6 08-』（ヒホンワイエムオー イエロー・マジック・オーケストラ・ライヴ・イン・ヒホン じゅうく/ろく ぜろはち）

## 解説
- 2008年6月15日、イギリス・ロンドンのロイヤル・フェスティバル・ホールでの公演、及び同年6月19日のスペイン・ヒホンのLaboral Ciudad de la Culturaでの公演を収録。
- 今回の2公演ではヒューマン・オーディオ・スポンジでの公演が軸とされ、YMOの楽曲だけでなく坂本龍一のソロ作品、スケッチ・ショウの楽曲なども演奏されている。
- ロンドン公演後に開催されたヒホン公演では、曲順の入れ替えや、一部省略された曲などがある。
- 『EUYMO』はロンドン公演を収録した『LONDONYMO』、ヒホン公演を収録した『GIJÓNYMO』の二つのアルバムからなり、『EUYMO』は完全限定生産である[1]。
- 特典として、公演時に発売されたTシャツが付属している。

## LONDONYMO -YELLOW MAGIC ORCHESTRA LIVE IN LONDON 15/6 08

### Disc 1
1. I-SHIN DEN-SHIN
  - 作詞：細野晴臣、ピーター・バラカン / 作曲：高橋幸宏、坂本龍一

アルバム『サーヴィス』より。日本語の歌詞が大幅削除、また変更されている。
2. SPORTSMEN
  - 作詞：細野晴臣、Duke Ciles / 作曲：細野晴臣

細野のアルバム『フィルハーモニー』より。commmonsより2007年に発売された『細野晴臣トリビュートアルバム』で、高橋がアレンジしたヴァージョンが元になっている。
3. FLY ME TO THE RIVER
  - 作詞：高橋幸宏、細野晴臣 / 作曲：高橋幸宏、細野晴臣

スケッチ・ショウのアルバム『LOOPHOLE』より。
4. MARS
  - 作詞：細野晴臣、高橋幸宏 / 作曲：細野晴臣、高橋幸宏、坂本龍一

スケッチ・ショウのアルバム『LOOPHOLE』より。
5. FLAKES
  - 作詞：高橋幸宏 / 作曲：高橋幸宏、細野晴臣

スケッチ・ショウのアルバム『LOOPHOLE』より。
6. RIOT IN LAGOS
  - 作曲：坂本龍一

坂本のアルバム『B-2ユニット』より。高橋はドラムパット「SPD-S」で演奏。
7. ONGAKU
  - 作詞：坂本龍一 / 作曲：坂本龍一

アルバム『浮気なぼくら』より。
8. RESCUE
  - 作詞：細野晴臣、高橋幸宏、シバオカ・チホ / 作曲：細野晴臣、高橋幸宏、坂本龍一

HASYMOのシングルより。
9. TURN TURN
  - 作詞：高橋幸宏、細野晴臣 / 作曲：高橋幸宏、細野晴臣

スケッチ・ショウのアルバム『AUDIO SPONGE』より。前述の『細野晴臣トリビュートアルバム』で、坂本とコーネリアスがアレンジしたヴァージョンが基になっている。
10. TOKYO TOWN PAGES
  - 作曲：坂本龍一、高橋幸宏、細野晴臣

2008年発表のHASYMOのシングルより。この時点でCDが発売されていなかったため、ロンドン公演が世界初披露となった。
11. THE CITY OF LIGHT
  - 作詞：高橋幸宏、アマタツ・キョウコ、坂本龍一 / 作曲：細野晴臣、高橋幸宏、坂本龍一

同上。

### Disc 2
1. SUPREME SECRET
  - 作詞：高橋幸宏、細野晴臣 / 作曲：高橋幸宏、細野晴臣、坂本龍一

スケッチ・ショウのアルバム『AUDIO SPONGE』より。
2. WONDERFUL TO ME
  - 作詞：高橋幸宏、細野晴臣 / 作曲：高橋幸宏、細野晴臣、坂本龍一

スケッチ・ショウのアルバム『AUDIO SPONGE』より。
3. TIBETAN DANCE
  - 作曲：坂本龍一

坂本のアルバム『音楽図鑑』より。当時のレコーディングでも高橋がドラム、細野がベースを担当していたが、三人が一緒に演奏するのは今回が初。
4. WAR AND PEACE
  - 作詞：アート・リンゼイ / 作曲：坂本龍一

坂本のアルバム『キャズム』より。ヒューマン・オーディオ・スポンジ以降のライヴでは必ず演奏されている。
5. RYDEEN 79/07
  - 作曲：高橋幸宏

アルバム『ソリッド・ステイト・サヴァイヴァー』に収録された曲を、2007年にセルフアレンジしてリリースしたヴァージョン。
6. CHRONOGRAPH
  - 作詞：高橋幸宏、細野晴臣 / 作曲：細野晴臣、高橋幸宏

スケッチ・ショウのアルバム『LOOPHOLE』より。一回目のアンコール曲。
7. CUE
  - 作詞：高橋幸宏、細野晴臣、ピーター・バラカン / 作曲：高橋幸宏、細野晴臣

アルバム『BGM』より。二回目のアンコール曲。高橋はドラムを叩きながら歌った（ヒホン公演も同様）。

## GIJÓNYMO -YELLOW MAGIC ORCHESTRA LIVE IN GIJÓN 19/6 08-

### Disc 1
1. I-SHIN DEN-SHIN
2. MARS
3. CHRONOGRAPH
4. FLAKES
5. RESCUE
6. ONGAKU
7. TURN TURN
8. TOKYO TOWN PAGES
9. THE CITY OF LIGHT

### Disc 2
1. WONDERFUL TO ME
2. TIBETAN DANCE
3. SUPREME SECRET
4. WAR AND PEACE
5. RIOT IN LAGOS
高橋はドラムセットで演奏。ロンドンとは大きく異なったアレンジになっている。
6. RYDEEN 79/07
一回目のアンコール曲。
7. CUE
二回目のアンコール曲。

## 参加ミュージシャン
- イエロー・マジック・オーケストラ
  - 細野晴臣 - ベース、ヴォーカル
  - 高橋幸宏 - ドラムス、パーカッション、リードヴォーカル
  - 坂本龍一 - キーボード、ヴォーカル
- クリスチャン・フェネス - ギター、エレクトロニクス
- 高田漣 - スティールギター、エレクトロニクス
- 権藤知彦 - コンピューターオペレーション、ユーフォニウム